# Styela psoliformis
Styela psoliformis is een zakpijpensoort uit de familie van de Styelidae. De wetenschappelijke naam van de soort werd in 1989 voor het eerst geldig gepubliceerd door het echtpaar Claude en Françoise Monniot.